# Oksino
Oksino (russisch О́ксино) ist ein Dorf (Selo) im Autonomen Kreis der Nenzen in Russland mit 339 Einwohnern (Stand 14. Oktober 2010).

## Geographie
Oksino liegt etwa 35 km Luftlinie südwestlich von Narjan-Mar, dem Verwaltungszentrum des Autonomen Kreises der Nenzen. Der Ort befindet sich am rechten Ufer der Petschora, am Ursprung des Petschora-Seitenarmes Golubkowski Schar.
Administrativ gehört Oksino zum Sapoljarny rajon. Zudem ist es Verwaltungssitz der Gemeinde Pustoserski selsowet, zu der neben Oksino auch das Dorf Kamenka und die Siedlung Chongurei gehören.

## Geschichte
Der Ort entstand im 16. Jahrhundert als Fischersiedlung und bestand 1574 aus sechs Schuppen. In einem Zensus des Pustoserski ujesds im Jahr 1679 wird der Ort als Podoscherskich Oksino tosch (Подожерских Оксино тож) erstmals namentlich erwähnt.
1920 wurde Oksino Teil des neu gegründeten Oksinski selsowjet, welches 1924 in Pustoserski selsowjet umbenannt wurde. 1928 wurde der Sitz des Selsowjet von Pustosersk nach Oksino verlegt. Oksino gehörte seit 1929 zum Pustoserski rajon und war nach dessen Umbenennung 1932 in Nischne-Petschorski rajon dessen administratives Zentrum. 1955 wurde der Rajon aufgelöst.
Seit 2005 gehört Oksino zum Sapoljarny rajon. Im Jahr 2014 feierte der Ort sein 440-jähriges Bestehen.

### Bevölkerungsentwicklung
| Jahr | Einwohner |
| ---- | --------- |
| 1843 | 163       |
| 1890 | 257       |
| 1922 | 497       |
| 1939 | 699       |
| 2010 | 339       |

Anmerkung: 2010 Volkszählungsdaten

## Infrastruktur
Der Ort verfügt über einen Kindergarten, eine Mittelschule, eine Ambulanz, ein Kulturhaus, ein Postbüro, ein Dieselkraftwerk, eine Bäckerei und diverse Läden.

## Wirtschaft und Verkehr
In Oksino gibt es keine Industrie. Die Bevölkerung ist schwerpunktmäßig im Fischfang und der Milchviehhaltung tätig.
Nach Oksino verlaufen keine ganzjährig befahrbaren Straßen. In den Wintermonaten sind die Regionalstraßen nur mit Motorschlitten und Amphibienfahrzeugen befahrbar. Zudem gibt es im Winter eine regelmäßige Hubschrauberverbindung nach Narjan-Mar. In den Sommermonaten besteht Fährverkehr auf den Routen Welikowissotschnoje – Laboschskoje – Oksino – Narjan-Mar sowie Kamenka – Oksino – Narjan-Mar.